# اتفاقية فيينا للعلاقات الدبلوماسية
اتفاقية فيينا للعلاقات الدبلوماسية هي معاهدة دولية وُقعت عام 1961 وتحدد إطارا للعلاقات الدبلوماسية بين الدول المستقلة، وتحدد امتيازات البعثة الدبلوماسية التي تمكن الدبلوماسيين من أداء وظيفتهم دون خوف من الإكراه أو المضايقات من قبل البلد المضيف، وتشكل الأساس القانوني للحصانة الدبلوماسية وتعتبر مواده حجر الزاوية في العلاقات الدولية الحديثة. اعتبارا من فبراير2017 تم التصديق عليها من قبل 191 دولة.